# Beaumont-du-Gâtinais
Beaumont-du-Gâtinais è un comune francese di 1 186 abitanti situato nel dipartimento di Senna e Marna nella regione dell'Île-de-France.

## Società

### Evoluzione demografica
Abitanti censiti